# Le Select
Cet article concerne la brasserie parisienne. Pour la salle de cinéma située à Verviers, voir Le Sélect (cinéma).
Pour l’article homonyme, voir Select.
Le Select est une brasserie parisienne fondée en 1923 dans le 6e arrondissement au 99, boulevard du Montparnasse, dans le quartier Notre-Dame-des-Champs. Il fut notamment un des lieux de rendez-vous de l’intelligentsia parisienne de l’entre-deux-guerres.

## Histoire
Avec Le Dôme, La Rotonde, La Closerie des Lilas et La Coupole, Le Select est l’un des cafés d’artistes et d’intellectuels qui ont animé la vie de Montparnasse, autour notamment du carrefour Vavin, l’actuelle place Pablo-Picasso.
Scott Fitzgerald, Ernest Hemingway, Picasso ou encore Agnès Capri étaient des habitués.
Durant l'Occupation, les figures homosexuelles du milieu artistique - Serge Lifar, Jean Marais, Suzy Solidor, Marlow Moss et Antoinette Hendrika Nijhoff-Wind - y viennent régulièrement, ainsi qu'au Monocle, Chez Jane Stick et au Bœuf sur le toit.